# Lilla journalistpriset
Lilla journalistpriset var ett pris och en ceremoni som syftade till att främja utvecklingen av skoltidningar i Sverige liksom att öka förståelsen för det journalistiska arbetet. Priset instiftades 2001 och delades ut årligen till 2013. Bakom arrangemanget stod Dagens Nyheter och Expressen, två av Sveriges största tidningar. 

## Historik
Priset instiftades 2001 och delades första gången ut på våren 2002. 2004/2005 infördes två klasser, en för högstadiet och en för gymnasiet. För att skilja på papperstidningar och webbtidningar infördes därefter "Bästa webb" för högstadiet respektive gymnasiet och "Bästa print" för högstadiet respektive gymnasiet. Dessutom fanns specialpris för grafisk formgivning, starka texter, fotografi med mera. Från och med 2012 drev Dagens Nyheter priset i egen regi.

### Vinnare
- 2002: "En spänn", Perslundaskolan, Ockelbo.
- 2003: “Milo”, Äppelviksskolan, Bromma.
- 2004: "En spänn", Perslundaskolan, Ockelbo.
- 2005: Frizon, Stångådalens gymnasium, Vimmerby.
- 2006: "WHG Magazine", Wendela Hebbegymnasiet, Södertälje
- 2007: "En Spänn", Perslundaskolan, Ockelbo, och "fikapau.se", Per Brahegymnasiet, Jönköping. Popkorn, Sturegymnasiet, Halmstad.
- 2008: KZINE, "En Spänn", Perslundaskolan, Ockelbo, och Cumulus.
- 2009: Popkorn, Sturegymnasiet, Halmstad
- 2010: ELITe, Söderportgymnasiet, Kristianstad
- 2011: ”Bästa webb” för gymnasiet: ”Kulturkrock”, Kulturama gymnasium, Stockholm. [1]
- 2012: Frizon, Stångådalens gymnasium, Vimmerby.